# Uriah Shelton

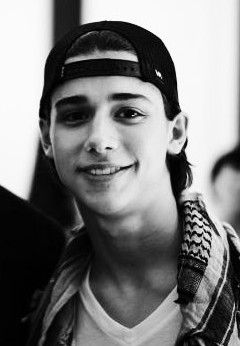
Uriah Shelton (2015)

Uriah Shelton (* 10. März 1997 in Dallas, Texas) ist ein US-amerikanischer Schauspieler.

## Wirken
Shelton hatte sein Schauspieldebüt 2007 in der Fernsehserie Without a Trace. Bekannt ist er für seine Fernsehrollen, wie zum Beispiel die des Jeff Cargills in der Krimiserie The Glades, die des Josh in der amerikanischen Internetserie Blue sowie als Joshua Matthews in der Jugend-Sitcom Das Leben und Riley.
2010 erhielt Shelton in dem Animations-Kurzfilm Lifted eine Hauptrolle. 2016 spielte er in dem französisch-chinesischen Fantasyfilm The Warriors Gate eine tragende Rolle. 2019 war er in der Miniserie Eine wie Alaska zu sehen. Sein Schaffen umfasst mehr als 30 Produktionen. 2009 war er für den Young Artist Award nominiert.

## Filmografie
- 2007: Without a Trace – Spurlos verschwunden (Without a Trace, Fernsehserie, 1 Folge)
- 2007: Ghost Whisperer – Stimmen aus dem Jenseits (Ghost Whisperer, Fernsehserie, 1 Folge)
- 2008: MADtv (Fernsehserie, 1 Folge)
- 2008: Ring of Death
- 2008: Lower Learning
- 2008: The Nanny Express
- 2008: Kamen Rider: Dragon Knight (Fernsehserie, 1 Folge)
- 2009: Zack & Cody an Bord (The Suite Life on Deck, Fernsehserie, 1 Folge)
- 2009: Trust Me (Fernsehserie, 3 Folgen)
- 2009: Opposite Day
- 2009: Alabama Moon – Abenteuer Leben
- 2009: Trauma (Fernsehserie, 1 Folge)
- 2009: Little Monk (Fernsehserie, 2 Folgen)
- 2009: Monk (Fernsehserie, 1 Folge)
- 2009: Exit 19
- 2009: Meet My Mom
- 2010: Lifted
- 2011: R.L. Stine’s the Haunting Hour (Fernsehserie, 1 Folge)
- 2011: Franklin & Bash (Fernsehserie, 1 Folge)
- 2012: Last Man Standing (Fernsehserie, 1 Folge)
- 2012: Justified (Fernsehserie, 1 Folge)
- 2010–2013: The Glades (Fernsehserie, 37 Folgen)
- 2012–2014: Blue (Webserie, 24 Folgen)
- 2014–2017: Das Leben und Riley (Girl Meets World, Fernsehserie, 8 Folgen)
- 2016: The Warriors Gate
- 2017: Navy CIS: L.A. (NCIS: Los Angeles, Fernsehserie, 2 Folgen)
- 2017: Tote Mädchen lügen nicht (13 Reasons Why, Fernsehserie, 2 Folgen)
- 2017: The Romanoffs (Fernsehserie, 1 Folge)
- 2017: Flock of Four
- 2019: Eine wie Alaska (Looking for Alaska, Fernsehserie, 8 Folgen)
- 2020: Freaky